# Родольф Жуліан
Родольф Жуліан (фр. Rodolphe Julian, 13 червня 1839, Лапалю, Воклюз, Франція — 12 лютого 1907, Париж) — французький художник, педагог, засновник Академії Жуліана, де набула майстерності велика когорта всесвітньо відомих художників, в тому числі з України: Кассандр, Жан Песке, Давид Відгоф, Анна Білінська, Маріамна Лопухіна, Софія Станкевич, Марія Башкирцева, Олександр Шевченко.

## Біографія

### Родина
Батько Родольфа П'єр Луї Жуліан не був одруженим, коли він народився в Лапалю, але його батько «старший Жуліан» був одним зі свідків, у присутності яких був записаний у новонароджені міста Лапалю. Шлюб його батьків 20 квітня 1847 року, коли Родольф мав майже вісім років, узаконив його народження. У нього була старша сестра, Клара Матильда Луїза Жульєн, позашлюбна дитина, народжена 2 серпня 1834 року.
Батько Родольфа Жуліана і Клари Матильди П'єр Луї, який займався тютюновими виробами, постійно контактував з мешканцями села.  Залежність від батьків може бути причиною, чому вони так довго чекали, перш ніж одружитися в 1847 році.

### Дитинство
Майже нічого не відомо про ранні роки Родольфа Жуліана. Як і його батько, він повинен був бути в контакті з багатьма людьми , а також із сільськими дітьми. Ці контакти не могли не розширити його світогляд.
Андре Корті, племінниця матері Жуліана, говорила, що вони послали молодого Родольфа до Марселя працювати малим клерком у книжковому магазині. Там, при «відчинених дверях», йому подобалося плавати і займатися боротьбою. Він любив читати, особливо романи Бальзака.

### Навчання в Парижі
Його талант до малювання виявився, коли він був дуже молодим. Захоплений своїм читанням Бальзака, Жуліан мріяв підкорити столицю і вирушив до Парижа за порадою друзів. Його початкові роки в Парижі були жорстокими: молодий провінціал, з поганим притулком, голодний, а іноді і хворий, — був позакласним учнем Олександра Кабанеля та Леона Кон'є у Школі образотворчого мистецтва. Енергійний і чіпкий, він навчався живопису дуже ретельно.

### Художня кар'єра

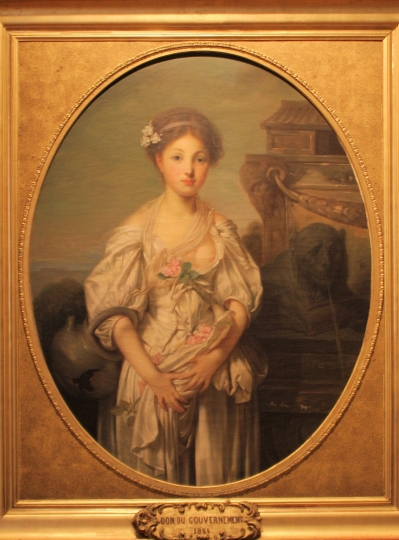
Родольф Жуліан Розбитий горщик(після Мрії)

З 1863 року Родольф Жуліан почав свою творчу діяльність, демонструючи роботи в салонах.
У 1863 році, в Салон для знедолених він виставив «Дві голови (вивчення)» і ще шість картин. Одна з них, оголена жінка, що представляє головну героїню в останній сцені п'єси Rolla Альфреда де Мюссе, зчинила скандальний успіх. Два роки по тому, він почав виставлятись в Салоні офіційно.
У Салоні 1865 року було два твори Жуліана. Після критики деяких картин в Салоні, Жильбер Приват похвалив твори Жуліана: Пан Жуліан ощасливив мене цим похмурим та вицвілим малюванням. Ці дві жіночі фігури Дівчини та Повії добре пророблені, добре промальовані, у приємних тонах та безсумнівно оригінальні. Після цього сприятливого початку, Жуліан продовжуватиме виставлятись у Салоні. Він винайняв чудовий номер на вулиці Вів'єн № 36, де він жив з 1866 року, з дуже високою стелею та майстернею художника. 1867 року з'явилися дві картини Жуліана, Портрет дівчини X і Фавн провіщує майбутнє Німфам. Наступного року він виставив портрет пана Міле, депутата департаменту Воклюз. У Салоні 1869 року з'явилася ще робота з літературного натхнення, Пані Боварі: Засмучений подіями того часу в роки франко-пруської війни і Паризької комуни Жуліан не виставляється в Салоні. Його твори починають з'являтися в 1873 році, коли він виставив Portrait de Mile. 1876 рік став важливим в художній кар'єрі Родольфа Жуліана. На офіційному Салоні він показав Академію живопису, яка зображувала Академію Жуліана, яку він заснував в 1868 році. Ця робота, ймовірно, для реклами своєї академії була змішаним класом. Вся діяльність тих років з 1863 до 1879 являє собою початок гарної творчої кар'єри для молодого художника. Проте, Родольф Жуліан не продовжуватиме цю кар'єру, де він почав мати успіх. Сьогодні це важко визначити його талант оскільки більшість його картин зникла.

## Роботи
Картини Жуліана, з'являлися у порядку традиційних категорій. Спочатку були ескізи вивчення голів. Серед його портретів, що присвячені відомим людям, такий як портрет пана Міле, депутата департаменту Воклюз, батьківщини Жуліана.
Він також виставляв картини по міфології, такі як Фавн провіщує майбутнє Німфам.
Багато з його картин зображають голих жінок.
Нарешті, три з його картин виставлені в Салоні як ілюстрації літературних творів.
Це роботи для Ompdrailles, le Tombeau des lutteurs, гарної книги Леона Кладеля, з якої ми можемо краще судити про талант Родольфа Жуліана. Вона містить вісімнадцять малюнків і офортів.
Тематика Ompdrailles, le Tombeau des lutteurs присвячена греко-римській боротьбі повинна була бути привабливою для Жуліана, який знав і, можливо, брав участь у борцівських турнірах на місцевих святах в Лапалю. Цілком природно, що Кладель звернувся до нього, який в Парижі знався на борцівському шоу.
І цілком можливо, що Анрі Марсель на прізвисько Мельник Лапалю став Жуліану моделлю для дієвої особи Арібяль у романі.

## Академія: його дітище

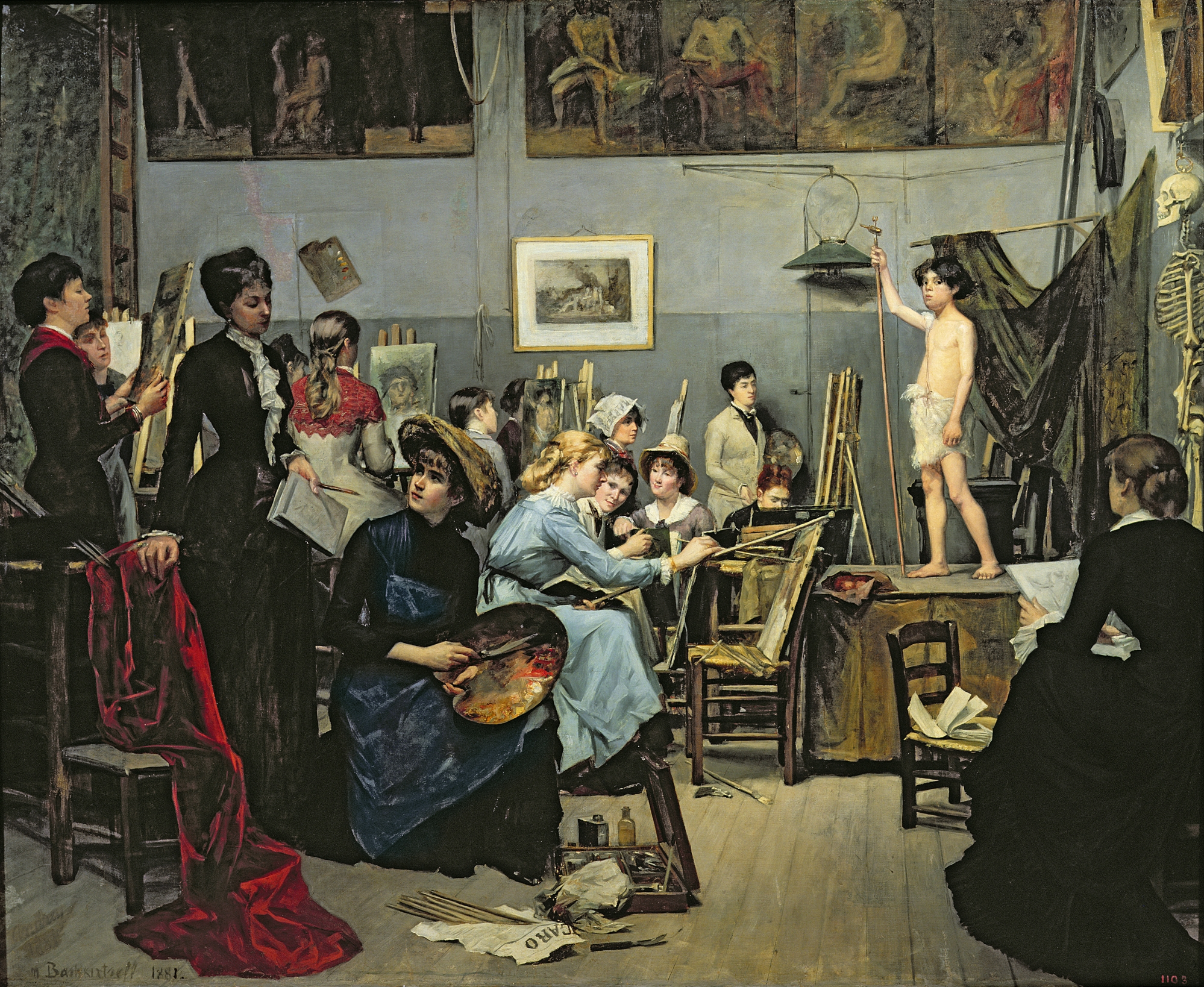
М.Башкирцева Академія Жуліана(1881)

Через десять років після заснування Академії здалося, що Жуліан відмовився продовжувати свою кар'єру жудожника. Пожертва своєю особистою кар'єрою була темою журналістів того часу.
У 1887 році можна прочитати: «Пан Жуліан, на превеликий жаль його численним шанувальникіам, закинув пензлі заради адміністратуваня, прийшовши до безпрецедентних успіхів оточуючи себе видатними художниками — всіма своїми друзями». Наступного року вони будуть говорити: «художник, який відмовився від мистецтва, щоб віддати себе цілком адміністрації академії, пан Жуліан організував два курси для дам».
Два роки по тому, був коментар стосувався Академії. «Свого часу Жуліан вважався в майбутньому художником, його успіх у Салоні довів, що він може уславитись як живописець, але, поглинений адмініструванням своєї школи, він відмовився від живопису, підіймаючи й інший Монумент Своєї слави, академії, що носить його ім'я».
Коли Жуліан почав виставлятися в Салоні в 1865 році, він жив на Rue Lamartine № 50. З 1866 року поблизу вулиці Вів'єн він заснував свою Академію. Він жив на горищі, двері якого були вкриті автографами художників, письменників і журналістів, які були там, щоб побачитись і поспілкуватись.
До 1880 року діяльність Академії були зосереджена в приміщеннях Пасажу Панорами і на вулиці Вів'єн. Якщо на початку класи були змішані, то Жуліан швидко створив окремі майстерні для жінок. Майстерні чоловіків займали перший поверх, а на другий поверх був зарезервованим для дам.
Зі свідчень цих студентів розуміємо, що перший контакт з босом відігравав важливу роль у розитку Академії. До 1880 року його успіх привів до швидкого розширення і Жуліан скористався можливістю, щоб відкрити нові майстерні й в інших районах Парижа.

### Майстерні
На додаток до майстерень по вулиці Вів'єн № 51 для жінок була низка майстерень для чоловіків на Передмістя Сен — Дені № 48. Потім в 1888 році він заснував майстерню для жінок на вулиці Бері, в найбільшому аристократичному районі, і два семінари на Монмартрі. Він також відкриває майстерню для чоловіків в аристократичному районі на вулиці Сент-Оноре № 338, недалеко від Вандомської площі. 1890 року він перетнув Сену і переносить свою провідну чоловічу майстерню на Фобур Сен-Дені у Латинському кварталі. Незабаром після цього він створює жіночі майстерні на вулиці Шерше-Міді.
Розширення Академії ставить нові завдання для директора, і здається, що Жуліан був змушений відмовитися від своїх прямих контактів зі студентами.

### Викладачі
Жуліан вибрав для своїх вчителів відомих художників своїх друзів. Жуліан вирізнявся у мистецтві викладання, але він зблід та знітився перед панами Бугро, Ж.Лефевр, Тоні Робер-Флорі, як визнаними митцями.
Він продовжував стежити за навчанням студентів через свої контакти з їх вчителями, але він відвідував майстерні як спостерігач або навести порядок в разі серйозних порушень.

### Його принципи
Напередодні 1881 року він зазначив, що в Жуліана будь-який традиційний метод не робить нічого особливого. Викладання як у Школі образотворчого мистецтва, яке Жуліану відоме своїми дослідженнями, але «кожен користується повною свободою, працює так, як вважає за потрібне».
Жуліан був швидко визнаний за кордоном і жінкам бракувало серйозних майстерень. Серед його перших учнів було багато іноземців. Коли він створив майстерні для жінок, вони були так само, як у чоловіків, з «живою моделлю, необхідною для виконання серйозних художніх досліджень». Для забезпечення серйозності майстерень для жінок і заспокоєння сім'ї, Жуліан забороняв вхід чоловікам, в тому числі батькам і братам, за винятком моделі і майстрів. Попри це розділення майстерень, роботи жінок порівнювалися з досягненнями чоловіків у щомісячному конкурсі, де жінки часто вигравали оцінку. Порівнюючи Академію з Art Students League of New York, школи, «заснованої з великим спонсорством мільйонерів» у Нью-Йорку, в той час як Жуліан отримав успіх без субсидій «завдяки його волі та ініціативі».
Розосередження майстерень мало великі переваги для зручності студентів та викладачів, хоча вимагало переміщення Жуліана щодня між їхніми будівлями. Замість поділу студентів на класи, як в Америці, всі об'єднані в спільній майстерні, так що студенти допомагають і подають приклад, а найсильніші спонукають новачка працювати. Особливо "успіх Академії походить від підходу, з яким директор вибрав вчителів, він повинен був бути художником, щоб бути в змозі розрізнити справжні досягнення, часто малі, і гучну славу.
Дуже швидко Академія Жуліана була визнана «першою Академією поміж усіма тими, що були відкриті за межами офіційної Школи образотворчого мистецтва», його вищою практичною програмою підготовки студентів до художньої кар'єри.

### Успіх академії
Щомісячні конкурси та виставки були підготовкою до змагання в Школі образотворчого мистецтва або для виставки в Салоні. Нагородження багатьох успішних студентів в Школі образотворчого мистецтва Римською премією чи в Салоні радували Жуліана і додавали репутації Академії та з часом стали регулярними. Жуліан йшов в ногу з новими тенденціями, вводячи практичні курси ілюстрації та графіки.
З розширенням Академії, директор зберігає важливість особистого контакту зі студентами. Це дивовижний адміністратор, тому таким чином організовані майстерні як модель поширювались у світі. Також був великим філантропом. Він також продовжує підтримувати з метою викладання традиційні методи, повагу до індивідуальності кожного учня.

### ГазетаL'Academie Julian

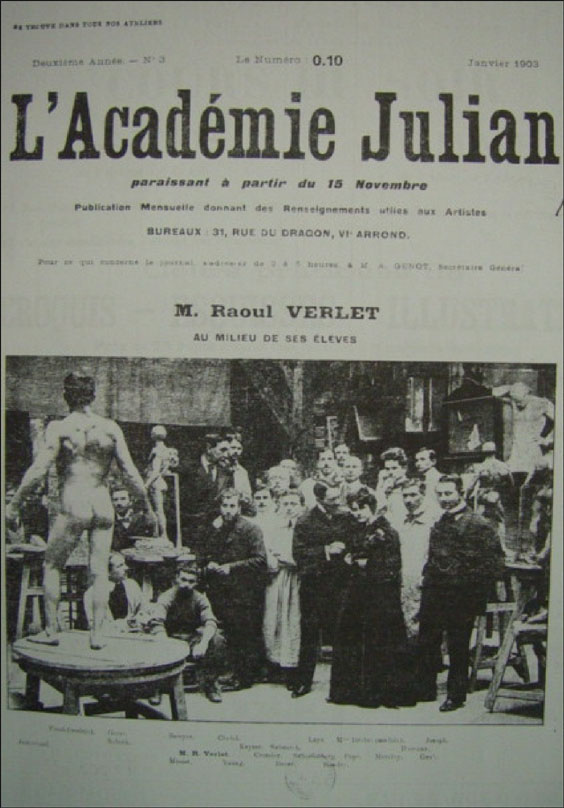
Газета

З моменту свого заснування і до кінця століття, Академія виросла без органу гласності. Саме завдяки підбору професорів і успіху своїх випускників Жуліан отримав свої результати. Число студентів, нагороджених в Школі образотворчого мистецтва Римською премією, їх робіт відзначених у Салоні, їх славетні кар'єри, встановили репутацію Академії і привернули багато нових студентів. Здається, після листопада 1901 року він вирішує заснувати газету L'Academie Julian.
У першому номері, пояснюється її мета: «Брак художніх видань подав ідею пану Жуліану створити спеціально присвячену своїй академії. Наша єдина мета полягає в об'єднанні студентів Академії за увесь час і зробити їх як однією великою родиною, члени якої допомагають один одному…».
Газета була заснована Жуліаном і продовжувала видавитися після його смерті до початку Першої світової війни в 1914 році.

### Відомі учні
- Марія Башкирцева
- Анна Білінська
- Давид Відгоф
- Касандр
- Маріамна Лопухіна
- Жан Песке
- Леон Гаспар
- Софія Станкевич
- Олександр Шевченко

## Його життя
Крім своєї творчої діяльності, його короткого досвіду роботи як директора борцівського шоу та його загальновизнаних величезних і повністю зрозумілих зусиль по створенню Академії, його життя під час перебування в Парижі маловідоме. Завжди дуже стриманий і скромний, він залишив кілька слідів багатьох стосунків які він встановив. Без сумніву, він знав Леона Кладеля, знаменитого автора роману Ompdrailles, le Tombeau des lutteurs, який він ілюстрував і багато інших творів. Він знав Альфонса Доде, який був майже його земляком у Парижі. Він брав участь у засіданнях Міжнародного товариства мистецтв та літератури і Товариства літераторів Бодлера, куди його прийняли завдяки друзям.

## Його дружина

Дружина

Жуліан був одинаком до 1895 року, поки не одружився з Амелі Бори-Сорель. Вона походила зі знатного роду, який започаткував Комнін, імператор Візантійської імперії в XI- XII століттях. Сім'я вирушила до Франції на Корсику, куди вони були заслані. Навчена частково в Іспанії, Амелі стала керівником жіночої майстерні Академії Жуліана. Вона була дуже в захоплені від директора.
Навчаючись у Тоні Роберта Флорі, Амелі Бори-Сорель була серйозно віддана своїй кар'єрі художника. Вона виставлялась в Салоні.
Він одружився з Амелі Елізою Анною Бори 9 січня 1895 року в 17 окрузі, де жила мати його дружини, а також її сестра Ірма Бори, місіс Жанна Гусон, мати майбутньої знаменитої письменниці Андре Корті. Це квартира на вулиці Амбуаз, де молодята оселилися, і саме в цьому подружньому будинку Жуліан раптом помер від емболії 11 лютого 1907 року. Після весілля, місіс Жуліан продовжувала відігравати важливу роль в управлінні жіночих майстерень, не забуваючи свою мистецьку кар'єру.

## Його контакти зЛапалю
За роки зусиль Жуліана в Парижі, присвячених його початковому навчанню на художника зупинила його заняття як режисера борцівського шоу, а потім так само створенню його Академії, він ніколи не забував Лапалю. Так чи інакше глибоко прив'язаний до своєї рідної місцевості, він повертався сюди, щоб розслабитися від турбот та втоми від його ролі адміністратора і захисника Академії. 
Жуліан мав «Le Jardin», гарний готель — тепер називається «Château Garoutte», і проводив час уньому, коли бував у Лапалю.  
Наприкінці століття він купив у пана Готьє великий маєток з довгої будівлі уздовж авеню Гар, недалеко від центру Лапалю. Донька Андре Корті гоорила, що він мав одночасно до вісімнадцяти величезних собак, лабрадорів або данських, як він написав на величезному корпусі сітки, дуже жорстоких. Єдина собака залишена на волі був Голіаф. Незадовго до смерті Жуліана були випадки сказу в області, і він був змушений вбити своїх собак.

## Останні роки життя

Надгробок Родольфа Жуліана

За рік до своєї смерті, Жуліан склав заповіт в Парижі. Він призначив свого племінника, Луї Маріус Гарота спадкоємцем, щоб управляти всіма його маєтками в Лапалю. Своїй дружині Амелі Сорель-Beaury він залишив високі доходи від академії Жуліана, за допомогою його небожів, Жака та Жільбера Дюпуї, їй вдалося після його смерті послідовно призначати директорів.
Жуліан похований на цвинтарі в Лапалю, де також похована його мати.

## Галерея

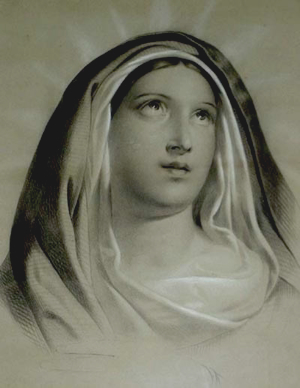
Мадонна
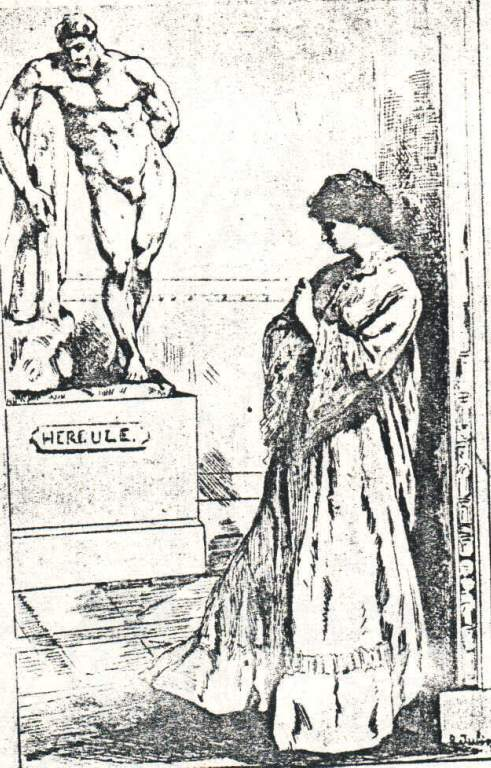
Геркулес
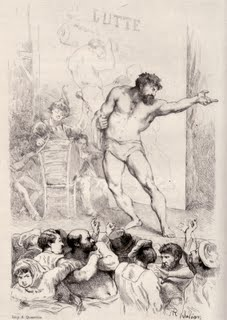
Ілюстрація до роману Леона Кладеля Ompdrailles, le Tombeau des lutteurs
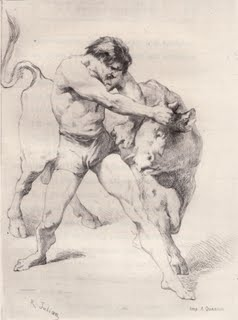
Ілюстрація до роману Леона Кладеля Ompdrailles, le Tombeau des lutteurs